# Racasta extendata
Racasta extendata är en fjärilsart som beskrevs av Paul Dognin 1892. Racasta extendata ingår i släktet Racasta och familjen mätare. Inga underarter finns listade.